# Luigi Dias
Pour les articles homonymes, voir Dias.
Pas d'image ? Cliquez ici

a Compétitions nationales et continentales officielles uniquement.

b Matchs officiels uniquement.
Dernière mise à jour le 14 juillet 2022.
Luigi Dias, né le 14 février 1998 à Dax, est un joueur franco-portugais de rugby à XV et international portugais qui évolue au poste de troisième ligne centre.

## Biographie
Luigi Dias est né à Dax, de Pierre Duclos, joueur de rugby à XV de l'Union sportive dacquoise et d'une mère portugaise, ayant de fait la double nationalité franco-portugaise.
Il commence à pratiquer le rugby à XV au sein de l'école de rugby de l'US Dax à l'âge de 7 ans,,. Il quitte en 2013 les minimes dacquois pour rejoindre les cadets du Stade toulousain,,. Pendant ses années toulousaines, il est ponctuellement prêté au FC TOAC TOEC, notamment pendant la saison 2016-2017, puis porte le maillot de l'équipe de France en catégorie des moins de 16 ans,.
Alors en 2e année de la catégorie espoir,,, il retourne dans les Landes dans son club formateur en 2018,,. Dès son retour, il intègre l'équipe première de l'US Dax et dispute le championnat de Fédérale 1, tout d'abord en tant que membre du centre de formation. Peu utilisé lors de ses deux premières saisons, il réalise un meilleur début de saison en 2020.
En septembre 2020, alors que l'US Dax dispute le nouveau championnat de Nationale, Dias est appelé par Hervé Durquety, adjoint de Patrice Lagisquet et entraîneur des avants de l'équipe nationale du Portugal, afin de participer à un stage d'entraînement, grâce à sa double nationalité,. Alors que les compétitions non-professionnelles, dont la Nationale, sont interrompues en France par la situation sanitaire, il est rappelé dans le cadre de la préparation de la tournée d'automne des Lobos,. Les entraînements des joueurs amateurs étant également suspendus sur le territoire français, tout l'effectif portugais se rassemble à Lisbonne dès début novembre. Dias est ensuite choisi dans le groupe final. Néanmoins, son statut de 24e homme ne lui permet pas de disputer les deux rencontres contre le Brésil.
Rappelé pour la préparation du championnat d'Europe, synonyme cette saison de tournoi qualificatif pour la Coupe du monde 2023, il est titularisé pour le match d'ouverture ; il obtient ainsi sa première cape internationale sous le maillot du Portugal le 6 mars 2021, affrontant la Géorgie à domicile,.
À l'intersaison 2021, Dias quitte l'US Dax et s'engage avec l'US Marmande en Fédérale 1. Le club lot-et-garonnais fait partie à la fin de la saison des clubs promus dans la nouvelle division fédérale de Nationale 2.
Après une saison, il change de club pour rejoindre le Saint-Jean-de-Luz olympique, évoluant également en Nationale 2, où il s'impose rapidement comme un cadre de l'équipe. Le SJLO se hisse en demi-finales pour la saison inaugurale de cette division ; Dias se blesse lors de la demi-finale aller, et ne dispute pas de fait le dernier match de la saison luzienne. Son contrat est prolongé à plusieurs reprises.

## Statistiques en équipe nationale
| Année               | Compétition                    | Matchs | Points | Essais |
| ------------------- | ------------------------------ | ------ | ------ | ------ |
| 2021                | Championnat d'Europe 2020-2021 | 1      | 0      | 0      |
| Total non-exhaustif | Total non-exhaustif            | 1      | 0      | 0      |